# La Perche
La Perche település Franciaországban, Cher megyében. Lakosainak száma 192 fő (2022. január 1.). La Perche Lételon, Urçay, Ainay-le-Vieil, La Celette, Épineuil-le-Fleuriel és Meaulne-Vitray községekkel határos.

## Népesség
A település népessége az elmúlt években az alábbi módon változott:
| Lakosok száma | 328  | 232  | 247  | 248  | 230  | 214  | 205  | 198  | 194  | 192  |
|               | 1968 | 1982 | 1990 | 2006 | 2013 | 2015 | 2017 | 2019 | 2020 | 2022 |